# مقایسه سیستم‌عامل‌های خانواده بی‌اس‌دی
به مجموعه سیستم‌عامل‌های شبه یونیکسی که مبتنی بر بی‌اس‌دی یونیکس (یکی از گونه‌های یونیکس که در دانشگاه برکلی توسعه یافته) هستند یا از آن سرچشمه گرفته‌اند، خانواده بی‌اس‌دی گفته می‌شود. سه از برجسته‌ترین سیستم‌عامل‌هایی که از بی‌اس‌دی سرچشمه گرفته‌اند و هم‌اکنون هم در حال استفاده شدن هستند، عبارتند از فری‌بی‌اس‌دی، نت‌بی‌اس‌دی و اوپن‌بی‌اس‌دی که همگی به طرق مختلفی از 386BSD و 4.4BSD منشعب شده‌اند. دو پروژه فری‌بی‌اس‌دی و نت‌بی‌اس‌دی هر دو در سال ۱۹۹۳ بنیان نهاده شدند و در ابتدا مبتنی بر 386BSD بودند، اما هر دو در سال ۱۹۹۴ 4.4BSD را به عنوان پایه کدهای خود انتخاب کردند. اوپن‌بی‌اس‌دی در سال ۱۹۹۵ از نت‌بی‌اس‌دی منشعب شد. از دیگر سیستم‌عامل‌های برجسته خانواده بی‌اس‌دی می‌توان به دراگون‌فلی بی‌اس‌دی اشاره کرد که توسط متیو دیلون از فری‌بی‌اس‌دی ۴٫۸ منشعب شده‌است. همچنین دو تا از سیستم‌عامل‌های شرکت اپل به نام مک اواس ده و آی‌اواس دیگر اعضای برجسته خانواده بی‌اس‌دی هستند. این دو سیستم مبتنی بر داروین هستند که قسمت بزرگی از کدهای آن از فری‌بی‌اس‌دی گرفته شده‌است.
بیشتر سیستم‌عامل‌های فعلی بی‌اس‌دی به صورت متن‌باز، بدون هیچ هزینه‌ای و همچنین تحت پروانه بی‌اس‌دی قابل دانلود شدن هستند، به جز مک اواس ده و آی‌اواس. این سیستم‌ها عموماً از یک هسته یکپارچه برخوردار هستند، به جز دراگون‌فلی بی‌اس‌دی و اواس ده که یک هسته ترکیبی دارند. پروژه‌های بی‌اس‌دی متن‌باز عموماً هم هسته سیستم‌عامل و هم برنامه‌های فضای کاربری و کتابخانه‌ها را با هم و در یک مخزن کد منبع نگهداری و مدیریت می‌کنند.
همچنین در گذشته بی‌اس‌دی پایه و اساس چندین نسخه تجاری از یونیکس همانند سان‌اواس، دینیکس، نکست‌استپ و اولتریکس بود. بخش‌هایی از نکست پایه و اساس مک اواس را تشکیل می‌دهد که در کنار آی‌اواس، دو تا از موفق‌ترین سیستم‌عامل‌های خانواده بی‌اس‌دی هستند که توانسته‌اند در بازار از نظر تجاری موفق باشند.

## اهداف و فلسفه

### فری‌بی‌اس‌دی
هدف فری‌بی‌اس‌دی به وجود آوردن سیستم‌عاملی است که برای هر هدفی قابل استفاده باشد. اجرا کردن طیف وسیعی از برنامه‌های کاربردی، سادگی در استفاده، داشتن آخرین قابلیت‌های روز، و مقیاس‌پذیری بالا تحت ترافیک سنگین شبکه از جمله ویژگی‌های فری‌بی‌اس‌دی هستند. فری‌بی‌اس‌دی سیستم‌عاملی آزاد و متن‌باز است و استفاده کردن از پروانه بی‌اس‌دی را ترجیح می‌دهد. با این حال، گاهی اوقات آن‌ها قراردادهای عدم افشا را می‌پذیرند و همچنین درخت کد منبع آن هم حاوی تعدادی ماژول متن‌بسته HAL است که برای پشتیبانی کردن از سخت‌افزارهای تولید شده توسط شرکت‌هایی که برای محصولات خود درایور متن‌باز ارائه نمی‌کنند، به درخت کد منبع فری‌بی‌اس‌دی اضافه شده‌اند. برای حفظ کیفیت بالا و فراهم کردن پشیبانی خوب از ایستگاه‌های کاری COTS، سرورها و سامانه‌های توکار، فری‌بی‌اس‌دی بر روی تعداد اندکی از معماری‌های سخت‌افزاری تمرکز کرده‌است.

### نت‌بی‌اس‌دی
هدف نت‌بی‌اس‌دی فراهم کردن سیستم‌عاملی است که بتوان آن را آزادانه به صورت مجدد توزیع کرد و افراد حرفه‌ای، علاقه‌مندان و محققین بتوانند آن را به هر صورتی که دوست دارند مورد استفاده قرار دهند. تمرکز اصلی نت‌بی‌اس‌دی بر روی پرتابل بودن است که از طریق تمایز گذاشتن بین کدهای وابسته به ماشین و کدهای مستقل از ماشین انجام می‌شود. نت‌بی‌اس‌دی بر روی طیف وسیعی از معماری‌ها و سکوهای سخت‌افزاری ۶۴ بیتی و ۳۲ بیتی اجرا می‌شود و برای تعامل متقابل با دیگر سیستم‌عامل‌ها در نظر گرفته شده‌است. نت‌بی‌اس‌دی بر روی طراحی صحیح و درست، کدهای خوب نوشته شده، پایداری و مؤثر بودن تمرکز دارد. در حالی که سازگاری نزدیک با پروتکل‌ها و API‌های استاندارد همچنان مد نظر قرار دارد.

### اوپن‌بی‌اس‌دی
هدف اوپن‌بی‌اس‌دی امنیت، صحت و درستی و تا جای ممکن آزاد بودن است. فاش کردن مشکلات امنیتی به صورت عمومی، بازرسی کردن کامل کدها برای پیدا کردن باگ‌ها و مشکلات امنیتی، داشتن ویژگی‌های امنیتی مختلف از جمله تکنولوژی محافظت از صفحه W^X و استفاده زیاد از روش تصادفی‌سازی، فلسفه «امن بودن به شکل پیشفرض» با غیرفعال کردن همه سرویس‌های غیرضروری و داشتن حداقل تنظیمات، رمزنگاری یکپارچه از جمله سیاست‌ها و قابلیت‌های امنیتی اوپن‌بی‌اس‌دی هستند. توسعه‌دهندگان اوپن‌بی‌اس‌دی استفاده از پروانه بی‌اس‌دی و آی‌اس‌سی را ترجیح می‌دهند و هیچ‌گاه تن به قراردادهای عدم افشا نمی‌دهند. پروانه جی‌پی‌ال تنها برای نرم‌افزارهایی قابل قبول است که جایگزین کردن آن‌ها بسیار سخت باشد، از جمله جی‌سی‌سی. همانند جدش نت‌بی‌اس‌دی، اوپن‌بی‌اس‌دی هم بر روی طیف وسیعی از معماری‌های سخت‌افزاری اجرا می‌شود.

### پی‌سی-بی‌اس‌دی
هدف پی‌سی-بی‌اس‌دی کاربرپسند بودن برای افراد غیرمتخصص است. تا نسخه ۸ میزکار کی‌دی‌ئی میزکار پیشفرض در پی‌سی-بی‌اس‌دی بود، اما از نسخه ۹ چند میزکار از جمله کی‌دی‌ئی، گنوم، اکس‌اف‌سی‌ئی و ال‌اکس‌دی‌ئی و تعداد زیادی مدیر پنجره فراهم شده که کاربر می‌تواند در حین نصب سیستم آن‌ها را انتخاب کند. پی‌سی-بی‌اس‌دی یک مدیر بسته که استفاده از آن راحت است فراهم کرده که بسته‌های باینری را در قالب ‎.pbi مخصوص به خودش دانلود و سپس نصب می‌کند. هر نسخه از پی‌سی-بی‌اس‌دی مستقیماً بر اساس نسخه متناظر فری‌بی‌اس‌دی ساخته می‌شود. جامعه کاربران فری‌بی‌اس‌دی معمولاً کاربرانی که به دنبال یک بی‌اس‌دی آسان هستند را به پی‌سی-بی‌اس‌دی ارجاع می‌دهند.

## محبوبیت

در سپتامبر سال ۲۰۰۵، مؤسسه BSDCG برای ارزیابی کردن محبوبیت نسبی سیستم‌عامل‌های خانواده بی‌اس‌دی، پس از اطلاع‌رسانی در چند لیست پستی، یک نظرسنجی به زبان‌های انگلیسی، برزیلی، آلمانی، پرتغالی، آلمانی و لهستانی برگزار کرد که از مجموع ۴٫۳۳۰ کاربر بی‌اس‌دی که در نظرسنجی شرکت کرده بودند، ۳٫۹۵۸ تا از آن‌ها فرم انگلیسی نظرسنجی را پر کرده بوند. حدود ۷۷ درصد از آن‌ها از فری‌بی‌اس‌دی استفاده می‌کردند، ۳۳ درصد از اوپن‌بی‌اس‌دی، ۱۶ درصد از نت‌بی‌اس‌دی، ۲٫۶ درصد از دراگون‌فلی بی‌اس‌دی و ۶٫۶ از دیگر سیستم‌عامل‌ها (شامل سیستم‌های غیر بی‌اس‌دی).

## اسامی، نشان‌ها و شعارها
نام‌های FreeBSD و OpenBSD هر دو اشاره به آزاد بودن و رایگان بودن این سیستم‌ها دارند. نام NetBSD ادای احترامی به اینترنت است که توسعه‌دهندگان این سیستم را دور هم جمع کرده‌است.
شگون‌نمای اصلی سیستم‌عامل بی‌اس‌دی غول بی‌اس‌دی است. نام این نشان از یک نوع برنامه رایج در یونیکس که دیمن نامیده می‌شوند، گرفته شده‌است. فری‌بی‌اس‌دی هنوز هم از این نشان که یک غول کارتونی قرمز رنگ است و Beastie نام دارد و یک نیزه سه‌شاخه را در دست نگه‌داشته، استفاده می‌کند. در سال ۲۰۰۵، در مسابقه‌ای که توسط پروژه فری‌بی‌اس‌دی برگزار شده بود، یک لوگوی جدید با الهام‌گیری از سر Beastie توسط آنتوان کی. گورال طراحی شد و پروژه فری‌بی‌اس‌دی آن را به عنوان نشان رسمی خود انتخاب کرد. شعار پروژه فری‌بی‌اس‌دی «قدرت در جهت خدمت» است.
نشان اولیه نت‌بی‌اس‌دی در سال ۱۹۹۴ توسط شان مولر (به انگلیسی: Shawn Mueller) رسم شد و تعدادی غول را به تصویر می‌کشید که بر روی پشته‌ای از قطعات رایانه‌ای ایستاده‌اند و در حال به اهتزاز درآوردن یک پرچم هستند. این نشان بر اساس یک تصویر از جنگ جهانی دوم که برافراشتن پرچم در ایوو جیما را نشان می‌دهد، طراحی شده‌است. در سال ۲۰۰۴ نشان جدید با الهام‌گیری از نشان اولیه توسط Grant Bisset رسم شد.  هیئت مدیره بنیاد نت‌بی‌اس‌دی معتقد بودند که لوگوی قدیمی بیش از حد پیچیده است، طراحی مجدد آن سخت است، پیامدهای فرهنگی منفی به دنبال دارد و در نتیجه تصویر مناسبی برای نت‌بی‌اس‌دی نیست. شعار پروژه نت‌بی‌اس‌دی «معلومه که این هم نت‌بی‌اس‌دی رو اجرا می‌کنه» (به انگلیسی: Of course it runs NetBSD) است که اشاره به پورتابل بودن این سیستم دارد.
اوپن‌بی‌اس‌دی در ابتدا از غول بی‌اس‌دی به عنوان شگون‌نما استفاده می‌کرده که گاهی اوقات هاله‌ای هم دور سر این غول به عنوان یک نشانه تمایز وجود داشت. بعدها اوپن‌بی‌اس‌دی نشان جدید خود پافی (به انگلیسی: Puffy) را جانشین غول بی‌اس‌دی کرد. هرچند که از پافی معمولاً به عنوانیک بادکنک‌ماهی نام برده می‌شود، اما خارهایی که در تصاویر کارتونی این ماهی وجود دارد او را بیشتر شبیه یک خارپشت‌ماهی کرده‌است. این نشان اشاره به قابلیت‌های تدفاعی ماهی و الگوریتم بلوفیش استفاده شده در اوپن‌اس‌اس‌اچ دارد. اوپن‌بی‌اس‌دی چند شعار دارد، از جمله «ایمن بودن به شکل پیشفرض» (به انگلیسی: Secure by default) که در اولین ترانه اوپن‌بی‌اس‌دی استفاده شد و همچنین «آزاد، کاربردی و ایمن» (به انگلیسی: Free، Functional & Secure) از آن جمله هستند. از نسخه ۳٫۰ به بعد، حداقل یک ترانه به همراه هر نسخه منتشر می‌شود.
نشان دراگون‌فلی بی‌اس‌دی یک آسیابک است که فرد (به انگلیسی: Fred) نام دارد. این نشان توسط Joe Angrisano طراحی شده‌است.

## اطلاعات کلی
|                          | توسعه‌دهندگان اصلی                                                | اولین انتشار عمومی          | بر اساس                                   | آخرین نسخه پایدار           | آخرین نسخه پایدار      | هزینه                                        | پروانه نرم‌افزاری برگزیده                                 | هدف                                                              | توصیف کوتاه                                                                        |                                                                                    |
| نسخه                     | توسعه‌دهندگان اصلی                                                | اولین انتشار عمومی          | بر اساس                                   | تاریخ انتشار                |                        | هزینه                                        | پروانه نرم‌افزاری برگزیده                                 | هدف                                                              | توصیف کوتاه                                                                        |                                                                                    |
| ------------------------ | ---------------------------------------------------------------- | --------------------------- | ----------------------------------------- | --------------------------- | ---------------------- | -------------------------------------------- | -------------------------------------------------------- | ---------------------------------------------------------------- | ---------------------------------------------------------------------------------- | ---------------------------------------------------------------------------------- |
| فری‌بی‌اس‌دی                | پروژه فری‌بی‌اس‌دی                                                  | دسامبر ۱۹۹۳                 | 386BSD، 4.4BSD-Lite                       | ۹٫۲                         | ۳۰ سپتامبر ۲۰۱۳        | آزاد                                         | بی‌اس‌دی                                                   | سرویس‌دهنده، ایستگاه کاری، لوازم شبکه، توکار                      | هدف آن بالاترین کارایی است.                                                        |                                                                                    |
| اوپن‌بی‌اس‌دی               | پروژه اوپن‌بی‌اس‌دی                                                 | سپتامبر ۱۹۹۶                | نت‌بی‌اس‌دی                                  | ۵٫۴                         | ۱ نوامبر ۲۰۱۳          | آزاد                                         | آی‌اس‌سی                                                   | سرویس‌دهنده، ایستگاه کاری، لوازم شبکه، توکار                      | هدف آن فراهم کردن بالاترین امنیت ممکن است.                                         |                                                                                    |
| نت‌بی‌اس‌دی                 | پروژه نت‌بی‌اس‌دی                                                   | می ۱۹۹۳                     | نت‌بی‌اس‌دی                                  | ۶٫۱                         | ۱۸ مه ۲۰۱۳             | آزاد                                         | بی‌اس‌دی                                                   | سرویس‌دهنده، ایستگاه کاری، ذخیره‌سازی متصل به شبکه، سامانه توکار   | هدف آن فراهم کردن بالاترین پورتابلیتی است.                                         |                                                                                    |
| دراگون‌فلی بی‌اس‌دی         | میتو دیلون                                                       | ۲۰۰۴                        | فری‌بی‌اس‌دی                                 | ۳٫۴٫۲                       | ۲۸ مه ۲۰۱۳             | آزاد                                         | بی‌اس‌دی                                                   | سرویس‌دهنده، ایستگاه کاری، لوازم شبکه، توکار                      | تأکید بر روی سیستم‌های چندپردازنده‌ای و کلاسترینگ                                    |                                                                                    |
| 386BSD                   | ویلیام و لین ژولیتز                                              | ۱۹۹۲                        | 4.3BSD NET/2                              | ۱٫۰                         | ۱۹۹۴                   | آزاد                                         | بی‌اس‌دی                                                   | ؟                                                                | تاریخی                                                                             |                                                                                    |
| بی‌اس‌دی/اواس (بی‌اس‌دی/۳۸۶) | بی‌اس‌دی‌آی، وایند ریور سیستمز                                      | مارس ۱۹۹۳                   | 4.3BSD NET/2، 4.4BSD                      | ۵٫۱                         | اکتبر ۲۰۰۳             | ؟                                            | انحصاری                                                  | ؟                                                                | تاریخی                                                                             |                                                                                    |
| سان‌اواس                  | سان مایکروسیستمز                                                 | ۱۹۸۲                        | 4.xBSD، سیستم پنج یونیکس                  | ۴٫۱٫۴                       | نوامبر ۱۹۹۴            |                                              | انحصاری                                                  | سرویس‌دهنده، ایستگاه کاری                                         | تاریخی (سولاریس از کد بیس متفاوتی استفاده می‌کند)                                   |                                                                                    |
| اولتریس                  | دیجیتا اکیپمنت                                                   | ۱۹۸۴                        | 4.2BSD، SVR2                              | ۴٫۵                         | ۱۹۹۵                   | ؟                                            | انحصاری                                                  | همه منظوره                                                       | تاریخی (بر روی سیستم‌های دک وکس مجموعه دستور و میپس و همچنین شبیه‌سازها اجرا می‌شود.  |                                                                                    |
| ترو۶۴ یونیکس             | پک، کمپاک، اچ‌پی                                                  | ۱۹۹۳                        | ۴٫۳BSD، ۴٫۴BSD، ماخ ۲٫۵، سیستم پنج یونیکس | ۵٫۱B-6                      | اکتبر ۲۰۱۰             | غیر آزاد $۹۹ (غیرتجاری)                      | انحصاری                                                  | همه منظوره                                                       | تنها بر روی سیستم‌های اچ‌پی‌آلفا و شبیه‌سازها اجرا می‌شود.                              |                                                                                    |
| اواس ده                  | اپل                                                              | مارس ۱۹۹۹                   | داروین                                    | ۱۰٫۹ «ماوریکس»              | ۲۲ اکتبر ۲۰۱۳          | کلاینت: آزاد سرور (نرم‌افزار افزودنی): $۱۹٫۹۹ | هسته سیستم متن‌باز است و API‌های سطح بالای آن انحصاری است. | ایستگاه کاری، کاربران خانگی، سرویس‌دهنده                          | به همراه سخت‌افزار اپل عرضه می‌شود و در آن قفل شده‌است.                               |                                                                                    |
| آی‌اواس                   | اپل                                                              | ژوئن ۲۰۰۷                   | مک اواس ده                                | ۷٫۰٫۴                       | ۱۴ نوامبر ۲۰۱۳         | غیر آزاد                                     | انحصاری                                                  | نهفته دستگاه سیار                                                | به همراه Apple iPhone، iPad، iPod Touch، Apple TV عرضه می‌شود.                      |                                                                                    |
| داروین                   | اپل                                                              | مارس ۲۰۰۱                   | نکست‌استپ، فری‌بی‌اس‌دی، مک اواس              | ۱۳٫۰٫۰                      | ۱۱ ژوئن ۲۰۱۲           | آزاد                                         | ای‌پی‌اس‌ال، جی‌پی‌ال و برخی دیگر                             | ایستگاه کاری، کاربران خانگی، سرویس‌دهنده                          | هسته و برخی از قسمت‌های مشخص اواس ده                                                |                                                                                    |
| پی‌سی-بی‌اس‌دی              | iXsystems، Inc.                                                  | ۲۹ آوریل ۲۰۰۶               | فری‌بی‌اس‌دی                                 | ۹٫۱                         | ۷ اکتبر ۲۰۱۳           | آزاد                                         | بی‌اس‌دی                                                   | میزکار                                                           | سادگی در استفاده در حینی که پایه فری‌بی‌اس‌دی آن حفظ شده‌است.                          |                                                                                    |
| گوست‌بی‌اس‌دی               | اریک تورگون، فومورو دنیل سومورو                                  | نوامبر ۲۰۰۹                 | فری‌بی‌اس‌دی                                 | ۳٫۱ (فری‌بی‌اس‌دی ۹٫۱)         | ۲۵ ژوئن ۲۰۱۳۲۰۱۳-۰۶-۲۵ | آزاد                                         | بی‌اس‌دی                                                   | میزکار، ایستگاه کاری                                             | استفاده آسان، فری‌بی‌اس‌دی کامل به همراه گنو، ماته، اکس‌اف‌سی‌ئی، ال‌اکس‌دی‌ئی یا اوپن‌باکس. |                                                                                    |
| دسکتاپ‌بی‌اس‌دی             | پیتر هافر، دانیل شوفر                                            | ۲۵ ژوئیه ۲۰۰۵               | فری‌بی‌اس‌دی                                 | ۱٫۷                         | ۷ سپتامبر ۲۰۰۹         | آزاد                                         | بی‌اس‌دی                                                   | میزکار                                                           | استفاده آسان                                                                       |                                                                                    |
| کلوزدبی‌اس‌دی              | جوشو برگرون و مشارکت‌کنندگان مختلف دیگر                           | ؟                           | فری‌بی‌اس‌دی                                 | ۱٫۰B (floppy)، ۱٫۰-RC1 (CD) | ؟                      | آزاد                                         | انحصاری                                                  | ؟                                                                | دیوار آتش/برگردان آدرس شبکه، فلاپی بوت، دیسک زنده                                  |                                                                                    |
| فری‌اس‌بی‌آی‌ئی              | ؟                                                                | ؟                           | فری‌بی‌اس‌دی                                 | ۲٫۰٫۳                       | فوریه ۲۰۰۷             | آزاد                                         | ؟                                                        | ؟                                                                | دیسک زنده‌ای از فری‌بی‌اس‌دی. دیسترواچ از آن به عنوان یک پروژه متوقف شده نام برده است. | دیسک زنده‌ای از فری‌بی‌اس‌دی. دیسترواچ از آن به عنوان یک پروژه متوقف شده نام برده است. |
| پیکوبی‌اس‌دی               | مایکل بیالکی                                                     | ؟                           | فری‌بی‌اس‌دی                                 | ۰٫۴۲                        | ؟                      | آزاد                                         | بی‌اس‌دی                                                   | بوت فلاپی                                                        | ؟                                                                                  |                                                                                    |
| انونیم.اواس              | ؟                                                                | نسخه آزمایشی در ژانویه ۲۰۰۵ | اوپن‌بی‌اس‌دی ۳٫۸                            | هیچ                         | ؟                      | آزاد                                         | ؟                                                        | مرور کردن ناشناس                                                 | دیسک زنده                                                                          |                                                                                    |
| میراواس بی‌اس‌دی           | پروژه میراواس                                                    | ؟                           | اوپن‌بی‌اس‌دی ۳٫۱                            | #۱۰                         | ۱۶ مارس ۲۰۰۸           | آزاد                                         | ؟                                                        | ؟                                                                | اروپایی                                                                            |                                                                                    |
| اکوبی‌اس‌دی                | ریک کولت                                                         | ؟                           | اوپن‌بی‌اس‌دی ۳٫۳                            | ؟                           | ؟                      | ؟                                            | ؟                                                        | سرویس‌دهنده                                                       | مدیریت آسان                                                                        |                                                                                    |
| مایکروبی‌اس‌دی             | بلغاری‌ها                                                         | ؟                           | اوپن‌بی‌اس‌دی ۳٫۰/۳٫۴                        | ۰٫۶                         | ۲۷ اکتبر ۲۰۰۳          | آزاد                                         | ؟                                                        |                                                                  | کوچک و امن                                                                         |                                                                                    |
| اولیوبی‌اس‌دی              | گابریل پادرانی                                                   | ؟                           | اوپن‌بی‌اس‌دی ۳٫۸                            | ؟                           | ؟                      | آزاد                                         | ؟                                                        | دیسک زنده                                                        | متوقف شده (بر اساس دیستروواچ)                                                      |                                                                                    |
| جنتو/فری‌بی‌اس‌دی           | توسعه‌دهندگان جنتو لینوکس                                         | ؟                           | فری‌بی‌اس‌دی                                 | ؟                           | ؟                      | آزاد                                         | جی‌پی‌ال، بی‌اس‌دی                                           | سرور، ایستگاه کاری، لوازم شبکه                                   | از چارچوب جنتو استفاده می‌کند                                                       |                                                                                    |
| جنتو/اوپن‌بی‌اس‌دی          | توسعه‌دهندگان جنتو لینوکس                                         | ؟                           | اوپن‌بی‌اس‌دی                                | ؟                           | ؟                      | آزاد                                         | جی‌پی‌ال، بی‌اس‌دی                                           | سرور، ایستگاه کاری، لوازم شبکه، دستگاه توکار                     | از چارچوب جنتو استفاده می‌کند                                                       |                                                                                    |
| جنتو نت‌بی‌اس‌دی            | توسعه‌دهندگان جنتو لینوکس                                         | ؟                           | نت‌بی‌اس‌دی                                  | ؟                           | ؟                      | آزاد                                         | جی‌پی‌ال و بی‌اس‌دی                                          | سرور، ایستگاه کاری، لوازم شبکه، دستگاه توکار                     | از چارچوب جنتو استفاده می‌کند                                                       |                                                                                    |
| جنتو دراگون‌فلی بی‌اس‌دی    | روبرت سباستین ژروس (پروژه به شکل رسمی توسط جنتو پشتیبانی نمی‌شود) | ؟                           | دراگون‌فلی بی‌اس‌دی                          | ؟                           | ؟                      | آزاد                                         | ؟                                                        | سرور، میزکار، لوازم شبکه                                         | از چارچوب جنتو استفاده می‌کند                                                       |                                                                                    |
| دبیان گنو/کی‌فری‌بی‌اس‌دی    | تیم دبیان گنو/کی‌فری‌بی‌اس‌دی                                        | ۶ فوریه ۲۰۱۱                | گنو، فری‌بی‌اس‌دی                            | ۶٫۰                         | ۶ فوریه ۲۰۱۱           | آزاد                                         | دی‌اف‌اس‌جی                                                 | همه منظوره                                                       | فضای کاربری گنو بر روی هسته فری‌بی‌اس‌دی                                              |                                                                                    |
| دبیان گنو/نت‌بی‌اس‌دی       | تیم دبیان گنو/کی‌نت‌بی‌اس‌دی                                         | رها شده                     | گنو، نت‌بی‌اس‌دی                             | رها شده                     | رها شده                | آزاد                                         | دی‌اف‌اس‌جی                                                 | همه منظوره                                                       | فضای کاربری گنو بر روی هسته نت‌بی‌اس‌دی                                               |                                                                                    |
| میدنایت‌بی‌اس‌دی            | لوکاس هالت                                                       | ؟                           | فری‌بی‌اس‌دی ۶٫۱ آزمایشی                     | ۰٫۴                         | ۵ ژوئیه ۲۰۱۳           | آزاد                                         | بی‌اس‌دی                                                   | میزکار                                                           | گنواستپ میزکاری مبتنی بر                                                           |                                                                                    |
| پی‌اف‌سنس                  | مشارکت‌کنندگان مختلف                                              | ۱٫۰                         | فری‌بی‌اس‌دی                                 | ۲٫۱                         | ۱۱ سپتامبر ۲۰۱۳        | آزاد                                         | بی‌اس‌دی                                                   | لوازم امنیتی                                                     | دیوار آتش/برگردان آدرس شبکه، دیسک زنده                                             |                                                                                    |
| Paxym FreeBSD for Octeon | پاکسیم                                                           | ۴٫۰ - ۱۱ دسامبر ۲۰۰۷        | فری‌بی‌اس‌دی ۷٫۰                             | ۴٫۷                         | ۱۳ اوت ۲۰۰۸            | ؟                                            | انحصاری                                                  | شبکه، ذخیره‌سازی، کاربردهای امنیتی: مسیریاب/یوتی‌ام/دیوار آتش/نس   | For Cavium Networks Octeon معماری میپس multicore processors                        |                                                                                    |
| ماشابی‌اس‌دی               |                                                                  | ؟                           | فری‌بی‌اس‌دی ۸                               | ؟                           | ؟                      | آزاد                                         | بی‌اس‌دی                                                   | فری‌بی‌اس‌دی چندمنظوره                                              |                                                                                    |                                                                                    |
| کارمابی‌اس‌دی              |                                                                  | ؟                           | فری‌بی‌اس‌دی ۸ اوپن‌بی‌اس‌دی                    | ؟                           | ؟                      | آزاد                                         | نرم‌افزار آزاد                                            | فری‌بی‌اس‌دی، اوپن‌بی‌اس‌دی دیوار آتش، MP3 پلیر، پشتیبانی، و برخی دیگر |                                                                                    |                                                                                    |
| جیبد                     |                                                                  |                             | اوپن‌بی‌اس‌دی، نت‌بی‌اس‌دی                      | ۶٫۰                         |                        | آزاد                                         | بی‌اس‌دی                                                   |                                                                  | دیسک زنده نت‌بی‌اس‌دی                                                                 | دیسک زنده نت‌بی‌اس‌دی                                                                 |
|                          | توسعه‌دهنده                                                       | اولین انتشار عمومی          | مبتنی بر                                  | نسخه                        | تاریخ انتشار           | هزینه                                        | پروانه نرم‌افزاری برگزیده                                 | هدف                                                              | توضیح کوتاه                                                                        |                                                                                    |

1. 1 2 3 4 5 6  
386BSD، بی‌اس‌دی/اواس، سان‌اواس، و اولتریکس سیستم‌عامل‌های تاریخی هستند که دیگر توسعه نمی‌یابند. بی‌اس‌دویانت و اکوبی‌اس‌دی هیچ‌کدام دیگر وجود ندارند، هرچند که بی‌اس‌دویانت هنوز هم برای دانلود کردن در دسترس است (پیوندهای بیرونی را ببینید). مایکروبی‌اس‌دی یک بار به کار خود پایان داد، سپس در سال ۲۰۰۳ مجدداً توسعه خود را از سر گرفت، اما به نظر نمی‌رسد که از آن موقع تا کنون پیشرفتی صورت گرفته باشد، هرچند که وب‌سایت آن هنوز هم وجود دارد.
2. ↑  این مقاله تنها به نسخه‌های ماقبل ۴ سان‌اواس اشاره دارد. سان‌اواس از نسخه پنج به بعد مبتنی بر SVR4 است، و عمدتاً با نام سولاریس شناخته می‌شود.

## اطلاعات فنی
|                     | معماری‌های مورد پشتیبانی                                                                         | سیستم فایل‌های مورد پشتیبانی | نوع هسته                 | واسط گرافیکی به شکل پیشفرض             | مدیر بسته                        | نحوه بروزرسانی                                                               | اصلی ای‌پی‌آی‌های                                       |
| ------------------- | ----------------------------------------------------------------------------------------------- | --- | ------------------------ | -------------------------------------- | -------------------------------- | ---------------------------------------------------------------------------- | ---------------------------------------------------- |
| فری‌بی‌اس‌دی           | x86، x86-64، پی‌سی۹۸، ایتانیوم، اولترااسپارک، آرم، میپس، پاورپی‌سی، و برخی دیگر                   | UFS، UFS2، ext2، FAT، ایزو ۹۶۶۰، UDF، NFS، سامبا، نت‌ویر (ان‌دبلUFS)، NTFS (خواندن-نوشتن محدود)، reiserFS (فقط خواندنی)، XFS (آزمایشی)، ZFS، فیوز، کودا (آزمایشی)، AFS، و برخی دیگر                                                                       | یکپارچه با طراحی ماژولار | خیر (X.Org در دسترس است)               | درخت پورت‌ها، بسته‌ها              | کد منبع (سابورژن، پورت‌اسنپ)، بروزرسانی باینری شبکه‌ای (freebsd-update، PKGNG) | بی‌اس‌دی، پازیکس                                       |
| اوپن‌بی‌اس‌دی          | x86، 68k، آلفا، x86-64، اسپارک، اولتراسپارک، آرم، میپس، پاورپی‌سی، وکس مجموعه دستور، و برخی دیگر | UFS، UFS2، ext2، FAT، ایزو ۹۶۶۰، UDF، NFS، NTFS (فقط خواندنی)، AFS، و برخی دیگر | یکپارچه                  | خیر (X.Org گنجانده شده‌است)             | درخت پورت‌ها، بسته‌ها              | کد منبع (سی‌وی‌اس، CVSUP، rsync) با بروزرسانی باینری                           | بی‌اس‌دی، پازیکس                                       |
| نت‌بی‌اس‌دی            | x86، 68k، آلفا، x86-64، اسپارک، اولترااسپارک، پاورپی‌سی، آرم، و برخی دیگر                        | UFS، UFS2، ext2، FAT، ایزو ۹۶۶۰، NFS، LFS، UDF، سامبا، کودا، HFS+ (فقط خواندنی)، EFS (فقط خواندنی)، NTFS (فقط خواندنی)، tmpfs، فیوز، puffs (جایگزین بی‌اس‌دی برای فیوز)، ADOS (AmigaDOS file system)، filecorefs (Acorn RISC OS file system)، و برخی دیگر | یکپارچه با طراحی ماژولار | خیر (X.Org یا اکس‌فری۸۶ گنجانده شده‌است) | پکیج سورس، بسته‌های باینری        | کد منبع (سی‌وی‌اس، CVSUP، آرسینک) یا باینری (با استفاده از sysinst)            | بی‌اس‌دی، پازیکس                                       |
| اولتریکس            | وکس مجموعه دستور، PDP-11، میپس                                                                  | UFS + برخی دیگر | یکپارچه                  | خیر (X11 گنجانده شده‌است)               | setld                            | ؟                                                                            | بی‌اس‌دی، پازیکس (از ۴ به بعد)                         |
| ترو۶۴ یونیکس        | آلفا                                                                                            | UFS، AdvFS، ایزو ۹۶۶۰، UDF، NFS | ترکیبی                   | بله (CDE)                              | setld                            | dupatch                                                                      | پازیکس، یونیکس ۹۸، X11، CDE، و برخی دیگر             |
| مک اواس ده / داروین | پاورپی‌سی، x86، x86-64، آرم                                                                      | HFS+ (پیشفرض)، exFAT، HFS، UFS، ای‌اف‌پی، ایزو ۹۶۶۰، FAT، UDF، NFS، سامبا، NTFS (فقط خواندنی)، اف‌تی‌پی، وب‌دو، و برخی دیگر | ترکیبی                   | بله (آکوا)                             | نصاب اواس ده                     | Software Update                                                              | کربن، کوکوا، بی‌اس‌دی/پازیکس، سی‌اف، X11 (از نسخه ۱۰٫۳) |
| دراگون‌فلی بی‌اس‌دی    | x86، x86-64                                                                                     | HAMMER، UFS، FAT، ایزو ۹۶۶۰، NFS، سامبا، NTFS، ext2، و برخی دیگر | ترکیبی                   | خیر (X.Org موجود است)                  | پکیج سورس، بسته‌های باینری        | گیت                                                                          | بی‌اس‌دی، پازیکس                                       |
| پی‌سی-بی‌اس‌دی         | x86، x86-64                                                                                     | UFS، UFS2، FAT، ایزو ۹۶۶۰، NFS، سامبا، NTFS (فقط خواندنی)، ZFS، و برخی دیگر | یکپارچه با طراحی ماژولار | بله (کی‌دی‌ئی)                           | نصاب گرافیکی ویزارد، درخت پورت‌ها | CVSUP، پورت‌اسنپ، بروزرسانی باینری شبکه‌ای (بروزرسانی آنلاین)                  | بی‌اس‌دی، پازیکس، X11، کی‌دی‌ئی                          |
| میدنایت‌بی‌اس‌دی       | x86، x86-64                                                                                     | UFS، UFS2، ext2، FAT، ایزو ۹۶۶۰، UDF، NFS، سامبا، نت‌ویر (ان‌دبلUFS)، NTFS (فقط خواندنی)، و برخی دیگر | یکپارچه با طراحی ماژولار | خیر (X.Org موجود است)                  | درخت پورت‌ها، بسته‌ها              | کد منبع CVSUP                                                                | بی‌اس‌دی، پازیکس، X11، گنواستپ                         |
| گوست‌بی‌اس‌دی          | x86، x86-64                                                                                     | UFS، UFS2، ext2، FAT، ایزو ۹۶۶۰، UDF، NFS، سامبا، نت‌ویر (ان‌دبلUFS)، NTFS (خواندن-نوشتن محدود)، reiserFS (فقط خواندنی)، XFS (آزمایشی)، ZFS، فیوز، کودا (آزمایشی)، ای‌اف‌اس، و برخی دیگر                                                                    | یکپارچه با طراحی ماژولار | بله (گنوم)                             | درخت پورت‌ها، بسته‌ها              | کد منبع (CVSUP، پورت‌اسنپ)، بروزرسانی باینری شبکه‌ای (freebsd-update)          | بی‌اس‌دی، پازیکس                                       |

1. ↑  UFS و UFS2 از نوادگان اف‌اف‌اس قدیمی هستند. با این حال، بیشتر سیستم‌عامل‌های بی‌اس‌دی از UFS۱ با نام اف‌اف‌اس یاد می‌کنند.
2. ↑  سیستم‌عامل‌هایی که در آنها به صورت پیشفرض محیط گرافیکی نصب و فعال نشده، معمولاً یک پیاده‌سازی از اکس را به همراه دارند. با این حال، نصب کردن اکس معمولاً کاری اختیاری است.
3. ↑  بیشتر سیستم‌ها علاوه بر استانداردهای پشتیبانی شده، از برخی API های انحصاری هم استفاده می‌کنند.
4. ↑  اوپن‌بی‌اس‌دی در برخی از معماری‌ها از ماژول‌ها پشتیبانی می‌کند. ماژول‌ها تنها برای افزودن قابلیت‌های جانبی استفاده می‌شوند: استخراج کردن توابع موجود در داخل ماژول‌ها به روشی همانند فری‌بی‌اس‌دی امکان‌پذیر نیست.
5. ↑  برخلاف نت‌بی‌اس‌دی، اوپن‌بی‌اس‌دی به جای قرار دادن سیستم پنجره اکس در درخت پورت‌ها، آن را در نصب پیشفرض قرار داده است. البته در این برنامه تغییراتی داده شده و کمی سفارشی شده است. این برنامه در درخت کد منبع اوپن‌بی‌اس‌دی نگهداری می‌شود.
6. ↑  نت‌بی‌اس‌دی بسته به سکوی سخت‌افزاری، به صورت پیشفرض یا با X.Org یا با اکس‌فری۸۶ عرضه می‌شود. در این برنامه‌ها تغییراتی داده شده و کمی سفارشی شده‌اند و در درخت کدمنبع نت‌بی‌اس‌دی نگهداری می‌شوند.

## ویژگی‌های امنیتی
|                  | کنترل دسترسی به منابع         | واقعه‌نگاری امنیتی                       | مکانیزم‌های ایزوله‌سازی زیرسیستم           | دیوار آتش                    | سیستم فایل‌های رمزنگاری‌شده | ممانعت از اجرا شدن داده | ممانعت از اجرا شدن داده |
| سخت‌افزار         | کنترل دسترسی به منابع         | واقعه‌نگاری امنیتی                       | مکانیزم‌های ایزوله‌سازی زیرسیستم           | دیوار آتش                    | سیستم فایل‌های رمزنگاری‌شده | شبیه‌ساز                 |                         |
| ---------------- | ----------------------------- | --------------------------------------- | ---------------------------------------- | ---------------------------- | ------------------------- | ----------------------- | ----------------------- |
| مک اواس ده       | مجوزهای یونیکس، ای‌سی‌ال‌ها      | syslog، حسابرسی رویداد کارپ، OpenBSM    | chroot، سندباکس                          | آی‌پی‌فایروال، پی‌اف            | آری                       | آری                     | ؟                       |
| فری‌بی‌اس‌دی        | مجوزهای یونیکس، ای‌سی‌ال‌ها، MAC | syslog، حسابرسی رویداد کارپ، OpenBSM    | chroot، زندان‌ها، مک پارتیشن‌های، کاپسیکام | آی‌پی‌فایروال، پی‌اف، آی‌پی‌فیلتر | آری                       | آری                     | آری                     |
| پی‌سی-بی‌اس‌دی      | مجوزهای یونیکس، ای‌سی‌ال‌ها، MAC | ؟                                       | chroot، زندان‌ها، مک پارتیشن‌های           | آی‌پی‌فایروال، پی‌اف، آی‌پی‌فیلتر | آری                       | آری                     | نه                      |
| گوست‌بی‌اس‌دی       | مجوزهای یونیکس، ای‌سی‌ال‌ها، MAC | syslog، حسابرسی رویداد کارپ، اوپن‌بی‌اس‌یم | chroot، زندان‌ها، مک پارتیشن‌های، کاپسیکام | آی‌پی‌فایروال، پی‌اف، آی‌پی‌فیلتر | آری                       | آری                     | آری                     |
| میدنایت‌بی‌اس‌دی    | مجوزهای یونیکس، ای‌سی‌ال‌ها، MAC | syslog                                  | chroot، زندان، مک پارتیشن‌های             | آی‌پی‌فایروال، پی‌اف، آی‌پی‌فیلتر | آری                       | نه                      | نه                      |
| دراگون‌فلی بی‌اس‌دی | مجوزهای یونیکس                | syslog                                  | chroot، زندان‌ها، vkernel                 | آی‌پی‌فایروال، پی‌اف، آی‌پی‌فیلتر | آری                       | نه                      | نه                      |
| نت‌بی‌اس‌دی         | مجوزهای یونیکس، Veriexec      | syslog                                  | chroot، تفکیک امتیازی                    | آی‌پی‌فیلتر، پی‌اف، ان‌پی‌اف      | آری                       | آری                     | آری                     |
| اوپن‌بی‌اس‌دی       | مجوزهای یونیکس                | syslog                                  | chroot، systrace، تفکیک امتیازی          | پی‌اف                         | آری                       | آری                     | آری                     |

1. ↑  مک اواس ۱۰٫۴ تنها از قابلیت حفاظت از پشته پشتیبانی می‌کند، مک اواس ۱۰٫۵ به بعد از قابلیت حفاظت از پشته و هم هیپ پشتیبانی می‌کند.
2. 1 2  از فری‌بی‌اس‌دی ۸٫۰ به بعد قابلیت ProPolice/Stack-Smashing Protector به شکل پیشفرض فعال است.
3. ↑  به علاوه اینکه می‌توان در هنگام نصب فضای swap را رمزنگاری کرد، به شکل پیشفرض از ذخیره‌سازی فایل tmp مبتنی بر حافظه استفاده می‌کند.
4. ↑  از اوپن‌بی‌اس‌دی ۳٫۸ به بعد، فضای swap به شکل پیشفرض رمزنگاری شده است.